# Nephelistis sabatta
Nephelistis sabatta là một loài bướm đêm trong họ Noctuidae.